# 2015 BTS Live Trilogy Episode II: The Red Bullet
2015 BTS Live Trilogy Episode II: The Red Bullet foi a primeira turnê de shows protagonizado pelo boy group sul-coreano BTS para promover seu single-álbum de estréia 2 Cool 4 Skool (2013), o EP O!RUL8,2? (2013), o EP Skool Luv Affair (2014) e seu álbum de estúdio de estréia Dark & Wild (2014). A turnê foi realizada entre outubro de 2014 e agosto de 2015. Inicialmente, percorreu seis cidades da Ásia iniciando em 14 de outubro de 2014. 
Uma extensão da turnê foi iniciada em 2015 na Malásia e percorreu a Austrália, América do Norte e América Latina e foi concluída em Hong Kong. A turnê percorreu diversas cidades como Kuala Lumpur, Sydney, Melbourne, Nova York, Dallas, Chicago, Los Angeles, México, São Paulo, Chile, Bangkok. No total, atraiu  atraiu 80.000 espectadores em 13 países.

## Recepção
Shows em Dallas, Chicago, Los Angeles e Nova York foram todos vendidos em questão de minutos. BTS se apresentou para mais de 12.500 fãs em apenas nos EUA. Os dois concertos em Melbourne e Sydney também foram esgotados, apesar do fato de que as cidades estavam localizadas em um lugar que tradicionalmente não tem muito sucesso em nível de vendas de shows de K-pop.
De acordo com a Billboard e a Hello Asia!AU Review, BTS fez seu concerto memorável com seus desempenhos notáveis.

 "A staple of K-pop concerts is the meticulously rehearsed choreography and CD-quality vocals prepared for every performance of the night. For their New York City debut, BTS did that, of course, but also showed a more relaxed and freer side of themselves that made the show that much more memorable -- even with an abrupt finish."— Jeff Benjamin of Billboard
 "Bangtan really proved themselves as amazing performers during this concert- their vocalists sound spot on..., their rappers are incredible live..., and their dancing is just so impressively in sync."— Hello Asia! AU Review, concert in Sydney

## Lista de músicas
- N.O
- We Are Bulletproof Pt 2.
- We On
- Hiphop Lover
- Let Me Know
- Rain
- Embarrassed
- Just One Day
- Look Here
- Outro: Propose (apenas Jin, Jimin, V, Jungkook)
- No More Dream
- Tomorrow
- Miss Right
- I Like It
- If I Ruled The World
- Jump
- Cypher Pt.3 KILLER (apenas Rap Monster, Suga, J-Hope)
- Cypher Pt.2 Triptych (encore) — War of Hormone
- Danger
- I NEED U
- Boy In Luv
- Road
- DOPE
- Boys With Fun
- Attack On Bangtan

## Datas da turnê
| Data                 | Cidade           | País           | Local                            | Audiência |
| Ásia                 | Ásia             | Ásia           | Ásia                             | Ásia      |
| -------------------- | ---------------- | -------------- | -------------------------------- | --------- |
| 6 de Junho de 2015   | Kuala Lumpur     | Malásia        | Mega Star Arena                  | 3.000     |
| Oceânia              |                  |                |                                  |           |
| 10 de Julho de 2015  | Sydney           | Australia      | Roundhouse                       | —         |
| 12 de Julho de 2015  | Melbourne        | Australia      | Plenary 1                        | —         |
| América do Norte     |                  |                |                                  |           |
| 16 de Julho de 2015  | New York City    | Estados Unidos | Best Buy Theater                 | 12.500    |
| 18 de Julho de 2015  | Dallas           | Estados Unidos | Verizon Theatre at Grand Prairie | 12.500    |
| 24 de Julho de 2015  | Chicago          | Estados Unidos | Rosemont Theatre                 | 12.500    |
| 26 de Julho de 2015  | Los Angeles      | Estados Unidos | Club Nokia                       | 12.500    |
| América Latina       |                  |                |                                  |           |
| 29 de Julho de 2015  | Cidade do México | Mexico         | Pabellon Oeste                   | 4.000     |
| 31 de Julho de 2015  | São Paulo        | Brasil         | Espaço das Américas              | 6.000     |
| 2 de Agosto de 2015  | Santiago         | Chile          | Movistar Arena                   | 7.000     |
| Ásia                 |                  |                |                                  |           |
| 8 de Agosto de 2015  | Pak Kret         | Tailândia      | Muang Thong Thani                | 5.000     |
| 29 de Agosto de 2015 | Hong Kong        | China          | AsiaWorld-Arena                  | 4.000     |